# Zélie Trebelli-Bettini
Zélie Trebelli-Bettini   (París, 12 de novembre de 1836 - Étretat, 18 d'agost de 1892) també coneguda com a Zélie Gilbert o pel seu nom artístic Madame Trebelli, fou una cantant d'òpera contralt francesa
Alumna de François Wartel, feu el seu debut al Teatro Real de Madrid, cantant amb Mario Il barbiere di Siviglia, de Rossini. El clamorós èxit amb què fou acollida en la cort espanyola es confirmà des de la seva aparició a Alemanya el 1860, continuant la seva triomfal carrera a través dels principals escenaris d'Europa fins al 1889, en què es retirà definitivament de l'escena.
Els crítics alemanys consideraven aquesta celebrada contralt com la rival i successora d'Alboni.